# Czantalskij chriebiet
Czantalskij chriebiet (ros. Чантальский хребет) – pasmo górskie w azjatyckiej części Rosji, w Czukockim Okręgu Autonomicznym; w środkowej części Gór Czukockich. Od wschodu ogranicza je rzeka Czantalwiejergyn, za którą znajduje się pasmo Ekiatapskij chriebiet. Od północy graniczy z pasmem Skalistyj chriebiet i Palawamskij chriebiet, a od południa z pasmem Ekitykskij chriebiet.
Długość pasma wynosi około 100 km. Najwyższy szczyt Ischodnaja ma wysokość 1843 (1887) m n.p.m. i jest zarazem najwyższym szczytem Gór Czukockich.
Pasmo zbudowane jest z piaskowców i  łupków.